# Schuppenseggen
Die Einteilung der Lebewesen in Systematiken ist kontinuierlicher Gegenstand der Forschung. So existieren neben- und nacheinander verschiedene systematische Klassifikationen. 
Das hier behandelte Taxon ist durch neue Forschungen obsolet geworden oder ist aus anderen Gründen nicht Teil der in der deutschsprachigen Wikipedia dargestellten Systematik.
Die Schuppenseggen (Kobresia), auch Schuppenried genannt, waren eine eigenständige Pflanzengattung deren Arten zur Gattung Carex innerhalb der Familie der Sauergrasgewächse (Cyperaceae) gehören. Die etwa 57 Arten sind auf der Nordhalbkugel verbreitet.

## Beschreibung

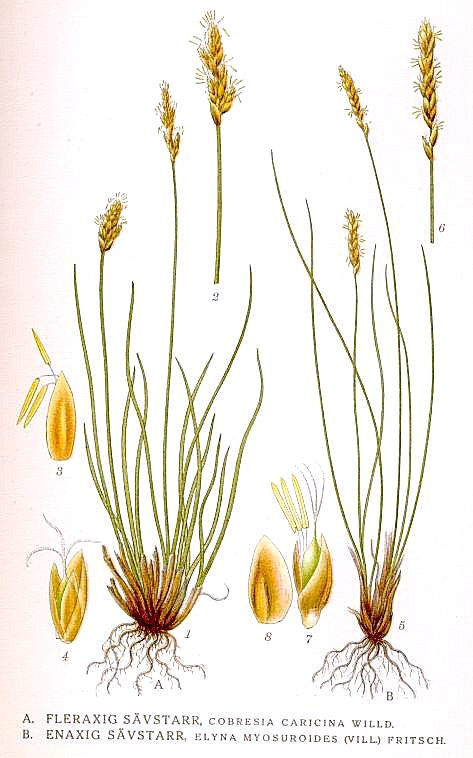
Illustration:
A Zweiteilige Schuppensegge (Kobresia simpliciuscula, links) und
B Nacktried (Kobresia myosuroides, rechts)

### Vegetative Merkmale
Die Schuppenseggen-Arten sind ausdauernde krautige Pflanzen, die meist Rasen bilden. Ihr Stängel ist rund oder undeutlich dreikantig, er ist meist nur am Grunde beblättert. Die Laubblätter sind borstlich oder schmal und rinnig gefaltet.

### Generative Merkmale
Der Blütenstand ist endständig, ährig oder schmal rispig. Der untere Teil besteht meist aus zwittrigen Ährchen, die entlang einer Achse oder in einer zusammengezogenen Rispe sitzen. Der Blütenstand geht oben in einblütige, rein weibliche Ährchen über, dann in männliche Ährchen. Bei Arten mit zusammengesetztem Blütenstand gilt diese Reihenfolge auch für die Seitenäste. Aus Gründen der Einfachheit bezeichnet man alle Blüten hinter einer Spelze als Ährchen, selbst wenn – wie bei der Gattung Segge (Carex), die ja nahe verwandt ist – die rein männlichen Blüten als Blüten und nicht als reduzierter Blütenstand angesehen werden. Die Blüten sind dreizählig. Es sind keine Blütenhüllblätter vorhanden. Es sind drei Staubblätter vorhanden. Der Griffel ist meist dreispaltig und seine Basis bleibend.
Die Nussfrüchte sind meist dreikantig und von einem Perigynium (Utriculus) umgeben. Das Perigynium ist aber hier auf einer Seite offen.

## Botanische Geschichte
Die Gattung Kobresia wurde durch Carl Ludwig Willdenow in Species Plantarum, 4. Auflage, Tomus 1, 1805, Seite 205. aufgestellt. Der wissenschaftliche Gattungsname Kobresia ehrt Joseph Paul von Cobres (Kobres, 1737/47–1823) in Augsburg, der eine große Naturaliensammlung besaß, die später der bayerische Staat aufkaufte. Die spätere Gattung Elyna Schrad., in die das Nacktried gestellt wurde, ist je nach Autor in Kobresia eingegliedert. Synonyme für Kobresia Willd. sind: Elyna Schrad., Hemicarex Benth., Blysmocarex N.A.Ivanova.
Die Gattung Kobresia gehört zur Tribus Cariceae in der Unterfamilie Cyperoideae innerhalb der Familie Cyperaceae, allerdings ist es ein Synonym von Carex. Die Erkenntnisse der molekulargenetischer Untersuchungen zeigten, dass die Gliederungen innerhalb der Tribus Cariceae auf Grundlage nur von Morphologie keine natürlichen Verwandtschaften darstellen. Die Global Carex Group stellte 2015/16 alle Gattungen und Arten der Tribus Cariceae in die Gattung Carex. Buttler et al 2017 haben in Beiträge zur Fortschreibung der Florenliste Deutschlands ... bestätigt, dass GlobaL Carex Group 2015 die Arten der ehemaligen Gattung Kobresia formal in die Gattung Carex gestellt.
Die etwa 57 Arten gedeihen hauptsächlich in gemäßigten Gebieten der Nordhalbkugel in den hohen Gebirgen Eurasiens, in Nordamerika sowie in der Arktis. In China gibt es etwa 44 Arten, 16 davon nur dort. In Europa kommen nur zwei Arten vor, das Nacktried (Kobresia myosuroides) und die Zweiteilige Schuppensegge (Kobresia simpliciuscula). Die Sibirische Schuppensegge (Kobresia sibirica) ist noch nicht sicher in Europa nachgewiesen.
Die Gattung Kobresia umfasste etwa 57 Arten. Sie werden aber von manchen Autoren zur Gattung Carex gestellt:

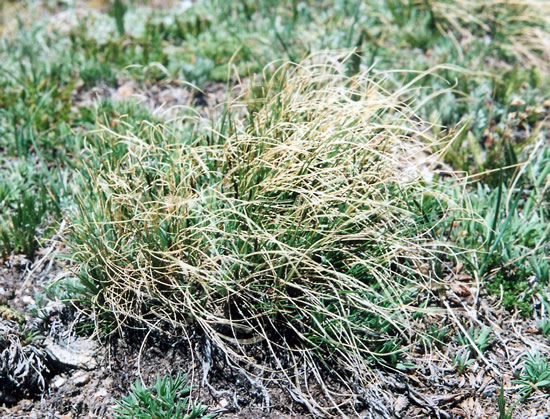
Habitus des Nacktrieds (Kobresia myosuroides)

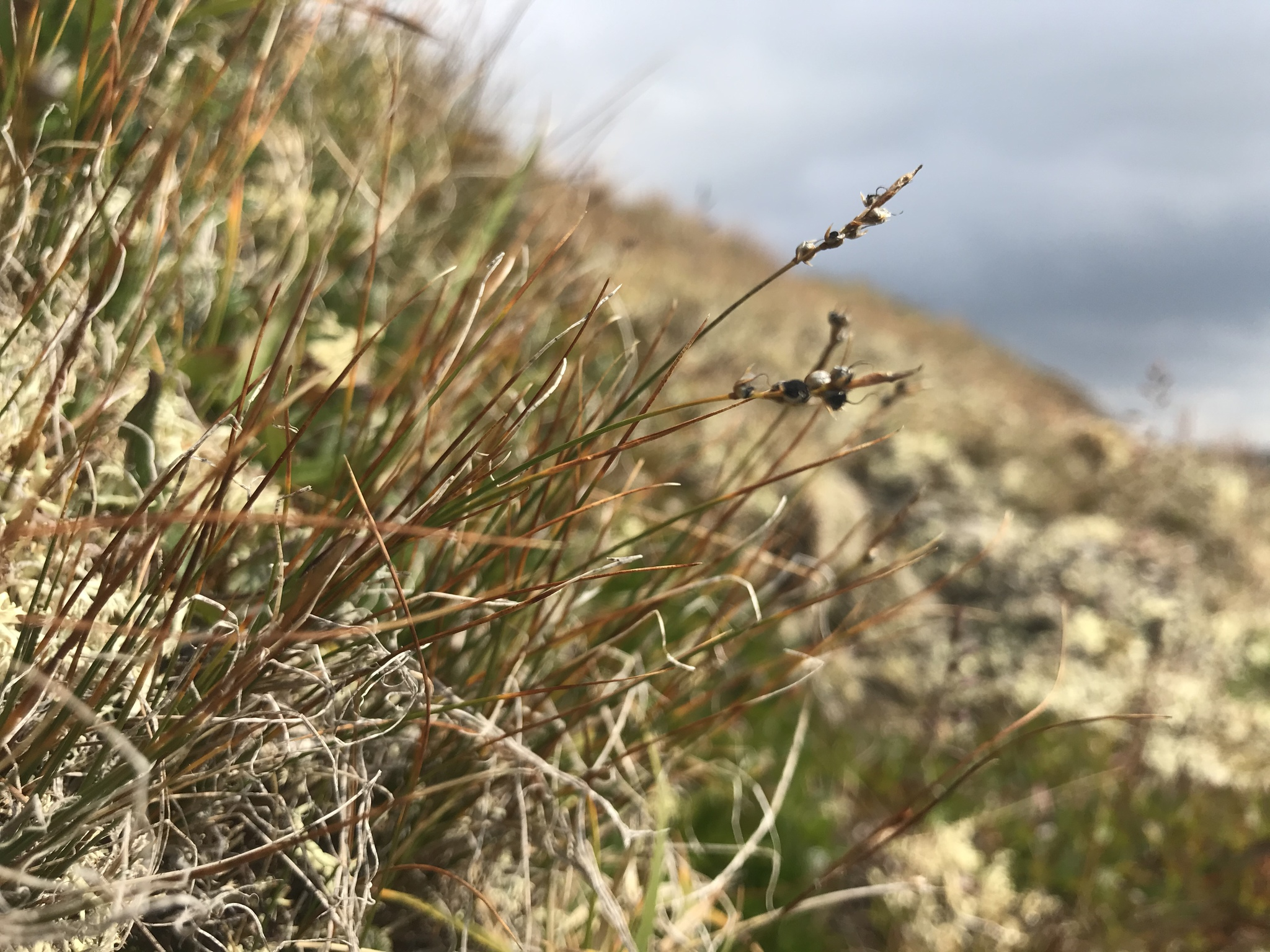
Nacktried (Kobresia myosuroides)

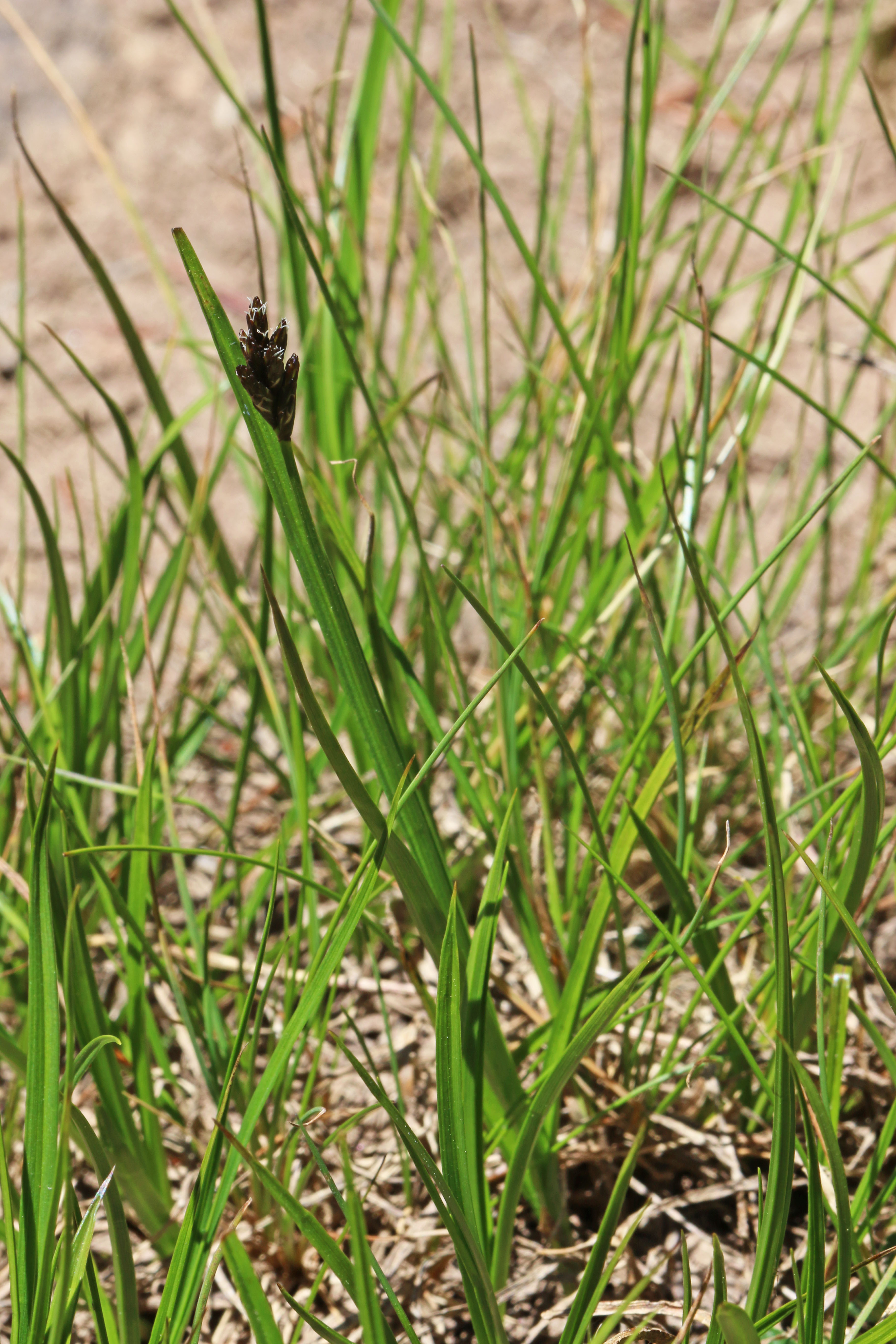
Zweiteilige Schuppensegge (Kobresia simpliciuscula), Habitus

- Kobresia burangensis Y.C.Yang: Diese Art ist nur vom Typusmaterial eines noch nicht blühfähigen jungen Exemplars bekannt. Es wurde 1987 an einem Grashang in einer Höhenlage von etwa 5000 Metern in Burang im südwestlichen Teil des autonomen Gebietes Tibet gesammelt.[6]
- Kobresia capillifolia (Decne.) C.B.Clarke: Kaukasus, südliches Sibirien bis Afghanistan und bis zum nördlichen China.[6]
- Kobresia cercostachys (Franch.) C.B.Clarke: Himalaja bis China.[6]
- Kobresia condensata (Kük.) S.R.Zhang & Noltie: Nepal, Sichuan und Yunnan.[6]
- Kobresia cuneata Kük.: Die Heimat ist Tibet und China.[6]
- Kobresia curticeps (C.B.Clarke) Kük.: Die Heimat reicht vom zentralen und östlichen Himalaja bis in südliche Tibet.[6]
- Kobresia curvirostris (C.B.Clarke) C.B.Clarke: Heimat: östlicher Himalaja bis nördliches Thailand.[6]
- Kobresia duthiei C.B.Clarke: Heimat: Himalaja bis China.[6]
- Kobresia esbirajbhandarii Rajbh. & H.Ohba: Heimat: Nepal.
- Kobresia esenbeckii (Kunth) Noltie: Heimat: Himalaja bis China.[6]
- Kobresia falcata F.T.Wang & Tang ex P.C.Li: Heimat: Sichuan und Gansu.[6]
- Kobresia filicina (C.B.Clarke) C.B.Clarke: Heimat: Himalaja bis China.[6]
- Kobresia filifolia (Turcz.) C.B.Clarke: Heimat: Sibirien bis nördliches China.[6]
- Kobresia fissiglumis C.B.Clarke: Heimat: Himalaja bis Yunnan.[6]
- Kobresia fragilis C.B.Clarke: Heimat: Nepal bis China.[6]
- Kobresia gammiei C.B.Clarke: Heimat: Himalaja bis Tibet.[6]
- Kobresia gandakiensis Rajbh. & H.Ohba: Heimat: Nepal bis Sikkim.
- Kobresia graminifolia C.B.Clarke: Heimat: Nepal bis China.[6]
- Kobresia harae Rajbh. & H.Ohba: Heimat: Nepal bis nördliches Sikkim.
- Kobresia hohxilensis R.F.Huang: Heimat: Tibet bis Gansu.[6]
- Kobresia humilis (C.A.Mey. ex Trautv.) Serg.: Heimat: Kaukasus bis Mongolei und Himalaja.
- Kobresia inflata P.C.Li: Heimat: Bhutan bis Yunnan.[6]
- Kobresia kanaii Rajbh. & H.Ohba: Heimat: Nepal bis Sikkim.
- Kobresia kansuensis Kük.: Heimat: Nepal bis China.[6]
- Kobresia karakorumensis Dickoré: Heimat: Pakistan, Afghanistan, Himalaja, Tadschikistan, Tibet und China.[6]
- Kobresia kobresioidea (Kük.) J.Kern: Heimat: Nördliches Sumatra.
- Kobresia kuekenthaliana Hand.-Mazz.: Heimat: Südliches Sichuan.[6]
- Kobresia laxa Nees: Heimat: Afghanistan bis Himalaja.
- Kobresia littledalei C.B.Clarke: Heimat: Tibet bis Sichuan.[6]
- Kobresia loliacea F.T.Wang & Tang ex P.C.Li: Heimat: Arunachal Pradesh bis China.[6]
- Kobresia macrantha Boeckeler: Heimat: Himalaja bis China.[6]
- Kobresia macrolepis Meinsh.: Heimat: Kaukasus und südliches Sibirien bis Afghanistan und dem nördlichen China.[6]
- Kobresia mallae Rajbh. & H.Ohba: Heimat: Nepal.
- Nacktried (Kobresia myosuroides (Vill.) Fiori)[6]
- Kobresia nepalensis (Nees) Kük.: Heimat: Nördliches Pakistan bis China.[6]
- Kobresia nitens C.B.Clarke: Heimat: Nördliches Pakistan bis Nepal.
- Kobresia prainii Kük.: Heimat: Himalaja bis Tibet.[6]
- Kobresia pusilla N.A.Ivanova: Heimat: Pakistan, Afghanistan, Himalaja, Tadschikistan, Tibet und China.[6]
- Kobresia pygmaea (C.B.Clarke) C.B.Clarke: Heimat: Pakistan bis China, vor allem im südöstlichen tibetischen Hochland.[6]
- Kobresia robusta Maxim.: Heimat: Mongolei bis nördliches und westliches China.[6]
- Kobresia royleana (Nees) Boeckeler: Heimat: Afghanistan bis Sibirien und China.[6]
- Kobresia sanguinea (Boott) Raymond: Heimat: Östliches Afghanistan bis westlicher Himalaja.
- Kobresia schoenoides (C.A.Mey.) Steud.: Heimat: Kaukasus bis China.[6]
- Kobresia setschwanensis Hand.-Mazz.: Heimat: Tibet und China.[6]
- Sibirische Schuppensegge (Kobresia sibirica (Turcz.) Boeckeler): Heimat: Subarktis bis zu den nordwestlichen Vereinigten Staaten.
- Kobresia sikkimensis Kük.: Heimat: Nepal bis Assam.
- (Zweiteilige Schuppensegge) Kobresia simpliciuscula (Wahlenb.) Mack. → Carex simpliciuscula Wahlenb.: Sie ist auf der Nordhalbkugel weitverbreitet.[9]
- Kobresia smirnovii N.A.Ivanova: Heimat: Subarktis bis zu den nordwestlichen Vereinigten Staaten.
- Kobresia squamiformis Y.C.Yang: Heimat: Sikkim, Qinghai und Gansu.[6]
- Kobresia tibetica Maxim.: Heimat: Westliches und zentrales China.[6]
- Kobresia tunicata Hand.-Mazz.: Heimat: Sichuan und Yunnan.[6]
- Kobresia uncinioides (Boott) C.B.Clarke: Heimat: Nepal bis China.[6]
- Kobresia vaginosa C.B.Clarke: Heimat: Himalaja bis Yunnan.[6]
- Kobresia vidua (Boott ex C.B.Clarke) Kük.: Heimat: Himalaja bis China.[6]
- Kobresia woodii Noltie: Heimat: Bhutan bis südliches Tibet.[6]
- Kobresia yadongensis Y.C.Yang: Dieser Endemit gedeiht in Höhenlagen von 4800 bis 5100 Metern nur im südlichen Tibet.[6]
- Kobresia yangii S.R.Zhang → Carex yangii (S.R.Zhang) S.R.Zhang:[9] Sie gedeiht in Höhenlagen von 3600 bis 4400 Metern in Sichuan.[6]